# Мартинссон, Барбро
Барбро Мартинссон в замужестве Гран (швед. Barbro Martinsson; род. 16 августа 1935 года, Сундсбрук) — шведская лыжница, призёрка Олимпийских игр и чемпионатов мира. Жена шведского лыжника Стуре Грана.
На Олимпиаде-1956 в Кортина-д’Ампеццо заняла 14-е место в гонке на 10 км.
На Олимпиаде-1960 в Скво-Вэлли стала 7-й в гонке на 10 км.
На Олимпиаде-1964 в Инсбруке завоевала серебро в эстафетной гонке, а также заняла 7-е место в гонке на 5 км и 11-е место в гонке на 10 км.
На Олимпиаде-1968 в Гренобле вновь завоевала серебряную медаль в эстафетной гонке, в обоих личных гонках, на 5 и 10 км была 4-й.
За свою карьеру на чемпионатах мира завоевала две медали, обе в эстафетных гонках, серебряную на чемпионате мира-1962 в Закопане и бронзовую на чемпионате мира-1966 в Осло. Лучший результат на чемпионатах мира в личных гонках, 6-е места в гонках на 10 км на чемпионатах 1962 и 1966 годов.
В 1964 году побеждала в гонке на 10 км на Хольменколленском лыжном фестивале.